# Ebbaba Hameida
Ebbaba Hameida   (camps de refugiats de la província de Tindouf, 1992) és una periodista sahrauí. En l'actualitat és redactora de RTVE. Des de maig de 2020 és membre de la junta directiva de la secció espanyola de Reporters Sense Fronteres.
Al març de 2019 va ser una de les portaveus del moviment de dones periodistes, junt amb Carmen Sarmiento, Diana Aller i Rosa Alcázar, que va reclamar un periodisme professional que evités els estereotips i el sexisme, així com sensibilitat en informar sobre la violència contra les dones.

## Biografia
Va néixer en els campaments de refugiats sahrauís de Tinduf a Algèria d'on va sortir als cinc anys per motius de salut, ja que per a una nena celíaca era difícil sobreviure al desert. Primer es va criar a Roma amb una família d'acolliment italià, allí va viure durant 9 anys. Va decidir tornar als campaments de refugiats per a no renunciar a les seves arrels, però ateses les condicions extremes dels campaments de refugiats i la falta d'alimentació adequada per la seva celiaquia es va traslladar aquesta vegada a l'Estat espanyol on, el 2008, va ser acollida per una família del poble de Don Benito a Badajoz i on ha establert la seva residència.
Va optar per estudiar periodisme perquè la ràdio ha estat històricament en els campaments de refugiats de Tinduf el principal element de connexió amb l'exterior i, des de sempre, ha estat per a ella un mitjà proper per donar a conèixer la situació del poble sahrauí. Es va matricular en la Facultat de Ciències de la Informació de la Universitat Complutense de Madrid graduant-se en 2015. Posteriorment va realitzar un màster de periodisme en RTVE. Durant la seva estada a la universitat va ser conductora del programa de ràdio Rysala Sàhara de l'emissora de la Facultat de Ciències de la Informació sobre el dia a dia del conflicte al Sàhara Occidental.
El 16 de juny de 2014 va participar en la 26 Sessió del Consell dels Drets Humans de les Nacions Unides com a representant de l'organització International Youth and Student Movement for the United Nations (ISMUN) reclamant el dret a l'autodeterminació dels pobles i de manera específica del poble sahrauí i denunciant la situació de les dones sahrauís i en general la situació de vulneració dels drets humans al Sàhara Occidental. En 2014 va ser especialment coneguda per dirigir el documental Raíces y Clamor on mostra les dificultats dels joves sahrauís que estudien a Espanya, la necessitat de cerca d'arrels i el conflicte individual i personal al que s'enfronten: «estiguem on estiguem hi ha unes condicions personals dures i ja no només a nivell material, sinó psíquic».
En 2016 va ser una de les impulsores d'OpenSpain, un projecte amb el suport de Telefónica en el qual un equip compost per joves d'Espanya, Síria, l'Iraq, Iran, Veneçuela i el Sàhara, van desenvolupar una pàgina web i una aplicació mòbil en espanyol, anglès i àrab, amb informació útil per a les persones refugiades que arribaven a Europa fugint de la guerra i l'horror als seus països d'origen.
Després de la seva especialització en ràdio i televisió amb un màster en RTVE en 2017, va ser copresentadora del programa Atrevidos en Radio 3 amb Marta Curiel participant en el projecte «Un micro para el Sáhara».
En 2018 va participar a Senegal en el projecte solidari «La maleta amarilla». Aquest projecte estava impulsat per l'ONG Leaozinho a fi de buscar material i instal·lar un estudi de ràdio en aquest país. El 8 de març de 2019, Ebbaba va ser una de les quatre portaveus del moviment de dones periodistes, al costat de la veterana Carmen Sarmiento, Diana Aller i Rosa Alcázar, encarregades de llegir el manifest reclamant un periodisme que es regeixi per criteris de professionalitat evitant estereotips sexistes, utilitzant llenguatge inclusiu, reclamant extrema delicadesa en informar sobre la violència contra les dones.
Al maig de 2019 va ser una de les convidades de la secció espanyola de Reporters Sense Fronteres amb motiu de la celebració del Dia Mundial de la Llibertat de Premsa. De 2018 a 2020 va ser redactora i locutora de RNE, col·laboradora al programa Efecto Doppler de RNE en la secció «Ultravioleta» sobre els drets de les dones, i al programa de TVE Cámara abierta 2.0. També ha col·laborat en Planeta Futuro d'El País i en FronteraD.
Des de desembre de 2020 treballa en la redacció de RTVE. Al maig de 2020 va ser escollida membre de la junta directiva de la secció espanyola de Reporters sense Fronteres.

## Reconeixements
- L'any 2023 va rebre el Premi de Periodisme Feminista Luz Morales pel reportatge per a RTVE Afganistán, un año después. La muerte en vida de las afganas bajo los talibanes, que explica la situació de les dones a l'Afganistan dels talibans.[17]

## Documental
- Raíces y clamor (2014). Guión y dirección: Ebbaba Hameida Hafed, Realización: Saad Jebbour Najda.
- Afganistán, un año después. La muerte en vida de las afganas bajo los talibanes (2022).[18]